# لورين بوين
لورين بوين (بالإنجليزية: Lorraine Bowen)‏ هي مغنية مؤلفة ومغنية بريطانية، ولدت في 31 أكتوبر 1961 في شلتنهام في المملكة المتحدة.

## وصلات خارجية
- الموقع الرسمي
- لورين بوين على موقع IMDb (الإنجليزية)
- لورين بوين على موقع ميوزك برينز (الإنجليزية)
- لورين بوين على موقع أول ميوزيك (الإنجليزية)
- لورين بوين على موقع ديسكوغز (الإنجليزية)